# Її серце (фільм, 2007)
«Її серце» (англ. A Mighty Heart) — біографічна драма режисера Майкла Вінтерботтома з Анджеліною Джолі в головній ролі. Світова прем'єра фільму відбулася 21 травня 2007 року на позаконкурсній програмі Каннського кінофестивалю 2007 року.

## Сюжет
Фільм розповідає про життя та смерть журналіста Данієля Перла, який був викрадений прибічниками Омара Шейха у Карачі у 2002 році та покараний у Пакистані в процесі його розслідування зв'язку між терористичною організацією Аль-Каїда та пакистанськими спецслужбами.

## У ролях
| Актор             | Роль            |
| ----------------- | --------------- |
| Анджеліна Джолі   | Маріан Перл     |
| Ден Футтерман     | Данієль Перл    |
| Еднен Сідікві     | Даст Аліані     |
| Ірфан Хан         | Казмі           |
| Вілл Паттон       | Рендалл Беннетт |
| Арчі Панджабі     | Асра Номані     |
| Алі Кхан          | Шейх Омар       |
| Деніс О’Гер       | Джон Бассі      |
| Вільям Гойленд    | Джон Бауман     |
| Джеффрі Каплов    | Джуда Перл      |
| Джильєн Арменанте | Морін Платт     |

## Створення фільму

### Виробництво
Зйомки фільму проходили у Франції та Індії влітку та восени 2006 року. Через небезпеку, події в Карачі знімали в Пуне.

### Знімальна група
- Кінорежисер — Майкл Вінтерботтом
- Сценарист — Джон Орлофф
- Кінопродюсер — Бред Пітт, Деде Гарднер, Ендрю Ітон
- Кінооператор — Марсель Зюскінд
- Композитор — Моллі Нюман, Гаррі Ескотт
- Кіномонтаж — Пітер Крістеліс
- Художник-постановник — Марк Дігбі
- Артдиректор — Девід Браян
- Художник-декоратор — Емма Філд-Рейнер
- Художник-костюмер — Шарлотта Волтер
- Підбір акторів — Венді Бразінгтон, Еллен Льюїс[6]

## Сприйняття

### Критика
Фільм отримав схвальні відгуки. На сайті Rotten Tomatoes оцінка стрічки становить 79 % на основі 195 відгуків від критиків (середня оцінка 7,0/10) і 70 % від глядачів із середньою оцінкою 3,6/5 (106 633 голоси). Фільму зарахований «свіжий помідор» від кінокритиків та «попкорн» від глядачів, Internet Movie Database — 6,7/10 (25 842 голоси), Metacritic — 74/100 (38 відгуків критиків) і 7,2/10 (50 відгуків від глядачів).

### Номінації та нагороди
| Нагороди та номінації фільму «Її серце» | Нагороди та номінації фільму «Її серце» | Нагороди та номінації фільму «Її серце» | Нагороди та номінації фільму «Її серце» | Нагороди та номінації фільму «Її серце» | Нагороди та номінації фільму «Її серце» |
| Рік                                     | Кінофестиваль/кінопремія                | Категорія/нагорода                      | Номінант                                | Результат                               |                                         |
| --------------------------------------- | --------------------------------------- | --------------------------------------- | --------------------------------------- | --------------------------------------- | --------------------------------------- |
| 2007                                    | Каннський кінофестиваль                 | Приз Франсуа Шале                       | Майкл Вінтерботтом                      | Перемога                                |                                         |
| 2007                                    | Асоціація кінокритиків Чикаго           | Найкраща акторка                        | Анджеліна Джолі                         | Номінація                               |                                         |
| 2007                                    | Національна рада кінокритиків США       | Найкращі незалежні фільми               | «Її серце»                              | Перемога                                |                                         |
| 2007                                    | «Супутник»                              | Найкраща актриса (драма)                | Анджеліна Джолі                         | Номінація                               |                                         |
| 2007                                    | Teen Choice Awards                      | Choice Movie Actress: Драма             | Анджеліна Джолі                         | Номінація                               |                                         |
| 2008                                    | «Золотий глобус»                        | Найкраща акторка (драма)                | Анджеліна Джолі                         | Номінація                               |                                         |
| 2008                                    | Премія Гільдії кіноакторів              | Найкраща жіноча роль                    | Анджеліна Джолі                         | Номінація                               |                                         |
| 2008                                    | «Вибір критиків»                        | Найкраща жіноча роль                    | Анджеліна Джолі                         | Номінація                               |                                         |
| 2008                                    | «Імперія»                               | Найкраща акторка                        | Анджеліна Джолі                         | Номінація                               |                                         |
| 2008                                    | «Незалежний дух»                        | Найкращий фільм                         | Бред Пітт, Деде Гарднер, Ендрю Ітон     | Номінація                               |                                         |
| 2008                                    | «Незалежний дух»                        | Найкраща жіноча роль                    | Анджеліна Джолі                         | Номінація                               |                                         |
| 2008                                    | «Незалежний дух»                        | Найкращий дебютний сценарій             | Джон Орлофф                             | Номінація                               |                                         |
| 2008                                    | NAACP Image Award                       | Найкращий іноземний / незалежний фільм  | «Її серце»                              | Номінація                               |                                         |
| 2008                                    | NAACP Image Award                       | Найкраща акторка                        | Анджеліна Джолі                         | Номінація                               |                                         |
| 2008                                    | Премія Лондонського гуртка кінокритиків | Краща жіноча акторська робота року      | Анджеліна Джолі                         | Номінація                               |                                         |
| 2008                                    | «Вибір народу»                          | Улюблений незалежний фільм              | «Її серце»                              | Номінація                               |                                         |